# James P. Gray
 (mars 2023).
Pour les articles homonymes, voir James Gray et Gray.
James Polin Gray ou « Jim » Gray, né le 14 février 1945 à Washington, est un juriste et homme politique  américain. Il a été le candidat du Parti libertarien à la vice-présidence pour l'élection présidentielle américaine de 2012, associé au candidat Gary Earl Johnson. Il a également été le candidat libertarien en Californie aux élections sénatoriales américaines de 2004. Il est par ailleurs l'auteur de plusieurs livres où il se montre notamment critique vis-à-vis de la politique anti-drogue américaine actuelle, ainsi que d'une comédie musicale.

## Ouvrages

### Essai
- (en) The Functional Libertarian Series : LA Times and Life & Liberty Blog Networks

### Livres
- (en) Why Our Drug Laws Have Failed : A Judicial Indictment Of War On Drugs, Temple University Press, 2001 (ISBN 978-1-56639-860-2)
- (en) Wearing the Robe : The Art and Responsibilities of Judging in Today's Courts, Square One Publishers, 2008, 326 p. (ISBN 978-0-7570-0242-7)
- (en) A Voter's Handbook : Effective Solutions to America's Problems, The Forum Press, 2010 (ISBN 978-0-9842752-2-9)

### Comédie musicale
- Americans All (Abridged) A Musical In One Act Book, Music, and Lyrics by Judge James P. Gray